# Stil în loc de substanță
Stil în loc de substanță este o eroare de logică în care este criticat modul în care oponentul prezintă un argument, ignorând de fapt conținutul său.

## Exemplu
1. Ion: Ce rost are să aștept atât la trecerea de cale ferată? Eu trec. Oricum sunt atâția care trec cu lumina roșie.
2. Gheorghe: Băi, ești tâmpit? Dacă vine trenul? Vrei să ne omori pe amândoi?
3. Ion: Vezi că vorbești urât și nu-mi place, te dau jos din mașină.

Se observă că indiferent dacă Gheorghe l-a făcut tâmpit pe Ion, nu se schimbă faptul că traversând calea ferată pe roșu există un real pericol de fi tamponat de un tren.